# Étienne Richet
Pour les articles homonymes, voir Richet.
Étienne Richet (Caudrot, 3 novembre 1873 - Nice, 18 mars 1929) est un journaliste et explorateur français.

## Biographie
Fils d'un riche notaire, il devient journaliste à L'Événement. Sa rencontre avec Henry Morton Stanley va le convaincre de se lancer dans une vie d'aventures. A 21 ans, il visite ainsi l'Alaska et le Klondyke puis, en 1898, part en mission officielle dans le Sud du Maroc et à Figuig quittant ainsi son poste de secrétaire de rédaction de L'Événement (il est remplacé par Guy de Montgailhard). La même année, le président du Conseil Waldeck-Rousseau l'envoie diriger une mission d'information en Extrême-Orient, Siam, Indochine, Chine et Japon.
De retour en France en 1901, il est de nouveau envoyé au Maroc par le ministère des Colonies et explore le Haut-Atlas (1904) avant de se retrouver mêlé aux événements de Tanger. A Tanger, il rencontre Jean-Baptiste Charcot de retour d'une expédition en Antarctique.
En 1906, le ministère des Colonies le charge d'un voyage en Afrique noire qui le conduit en Mauritanie, au Sénégal, en Côte d'Ivoire et au Dahomey, mais, atteint par les fièvres, se résout à rejoindre la France en juin 1907.
Pressenti pour remplacer Émile Gentil comme gouverneur du Congo français, il visite le pays puis se lance dans une expédition en Afrique centrale qui le mène dans la région des Lacs et au Tanganyika. En 1908, il part en mission en Égypte puis explore les Comores et Madagascar.
Correspondant de guerre du Radical au Maroc (1912), Hubert Lyautey l'envoie à Marrakech et dans le Sous. À son retour en France et alors qu'il n'a jamais fait d'étude, il devient professeur de géographie au Collège des Sciences sociales.
Il meurt à Nice, ruiné par son train de vie, en 1929.

## Distinctions
- Chevalier de la Légion d'honneur (1922)

## Travaux
- Au Klondike, 1898
- L'Indochine française à l'heure présente, 1902
- Voyage au Maroc, 1909
- Sur les routes d'Afrique. De Port-Etienne à Abomey, 1910
- La France au Congo, 1910
- Les iles lointaines, 1912
- Le Protectorat français au Maroc, 1914
- La Mauritanie, 1920
- Géographie de Madagascar, 1922
- Voyage au Cameroun et dans la Nigéria, 1929